# Gerar
Gerar o Gerara (en hebreo: גְּרָר‎, Gərār', “lugar de alojamiento”) fue una ciudad de los cananeos y después de los filisteos en un lugar situado quizás «en el sur» o «en el país del sur» de Palestina. Parece que Tell Be'er Sheva se encontraba cerca de ese territorio.

## Ubicación
El lugar donde se supone que estaba ubicada Guerar fue descubierto por Rowlands en 1843, ubicada entre las modernas Gaza y Khalasa que los árabes llamaban Djurf al-Geram (el “rápido de Guerar”); las ruinas de la ciudad eran llamadas Khirlat al-Gerar (ruinas de Geerar). Está a unos 15 km al sudeste de Gaza.
Jerónimo de Estridón la sitúa a unos 40 km de Bayt Jibrin (Betogabra).

## Historia
Fue la ciudad a la que emigró Abraham con su mujer Sara. Abraham, por miedo a que el rey de Gerar quisiera a su mujer, que era muy bonita, y lo matara, dijo al rey Abimelec que era su hermana.Génesis 20:1-2 También el hijo de Abraham, Isaac, vivió en Gerar con su mujer Rebeca, e igualmente dijo al rey que era su hermana.Génesis 26:8 Según la Hagadá todos los reyes de Gerar son llamados Abimelec, que significa 'mi padre es rey' y que de hecho sería un título y no su nombre. Se menciona a Picol, jefe del ejército de Abimélec, que fue desde Gerar a visitar Isaac, para firmar un tratado de amistad.Génesis 26:26-29 Hacia el año 1200 a. C. la ciudad pasó a los filisteos y después de 1000 a. C. a los israelitas.
Algunos comentarios antiguos, como el Smith's Bible Dictionary afirmaban simplemente que Gerar estaba situada «al sur de Gaza». Asimismo, una fuente rabínica del siglo X, Saadia Gaon, identificó Gerar con Haluza, que se encuentra a lo largo del río Habesor en el Négev.
Gerar y sus ciudades circundantes aparecen en el relato de la derrota de las vastas fuerzas cusitas por parte de Asa de Judá.